# 2015

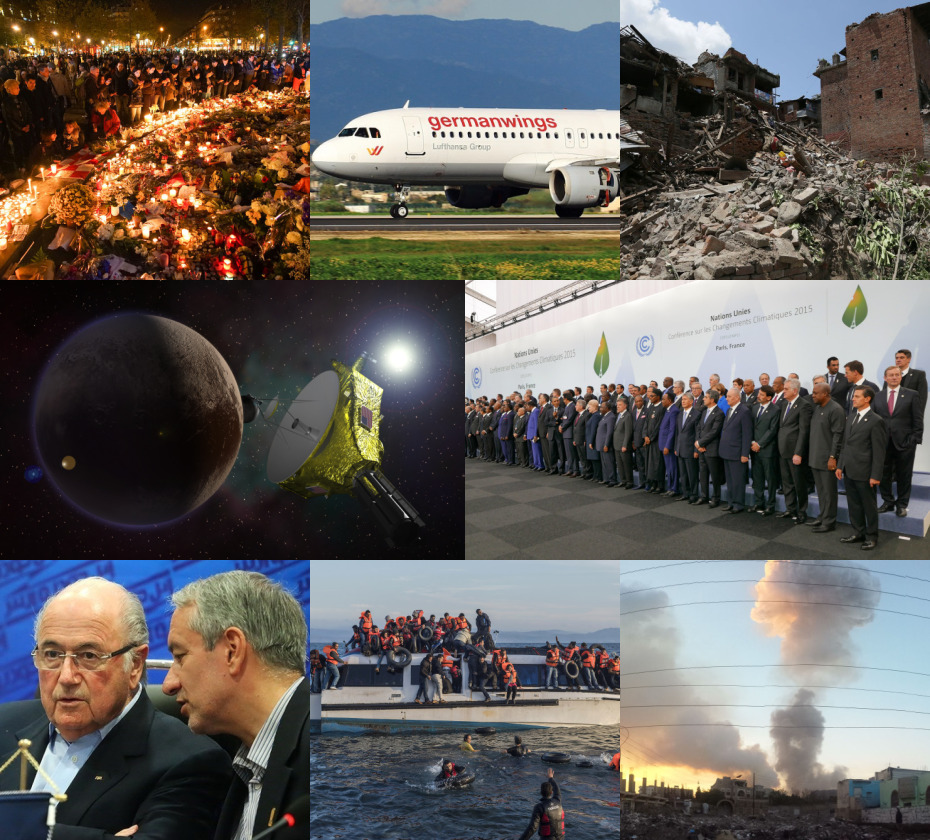
Từ bên trái, theo chiều kim đồng hồ: Dịch vụ dân sự tưởng nhớ các nạn nhân trong cuộc tấn công ở Paris vào tháng 11 năm 2015; Chuyến bay 9525 của Germanwings đã cố tình đâm vào dãy núi Alps của Pháp; đống đổ nát của những ngôi nhà tại Kathmandu sau trận động đất ở Nepal vào tháng 4 năm 2015; Các nhà lãnh đạo thế giới chụp ảnh trong Thỏa thuận chung Paris năm 2015; một cuộc không kích ở Sana'a trong Can thiệp của Ả Rập Xê Út ở Yemen; Dòng người tị nạn trong cuộc Nội chiến Syria ở Hy Lạp; Chủ tịch FIFA Sepp Blatter buộc phải từ chức trong ô nhục sau vụ án tham nhũng năm 2015 của FIFA; New Horizons chụp một bức ảnh đầu tiên về Sao Diêm Vương.

2015 (MMXV) là một năm thường bắt đầu vào Thứ năm của lịch Gregory, năm thứ 2015 của Công nguyên hay của Anno Domini, the năm thứ 15  của thiên niên kỷ 3 and the thế kỷ 21, và năm thứ  6   của thập niên 2010. 
Năm 2015 được Liên Hợp Quốc chỉ định là:
- International Year of Light
- International Year of Soil[1]

## Sự kiện

### Tháng 1
- 1 tháng 1:
  - Liên minh Kinh tế Á Âu có hiệu lực, lập ra một liên minh chính trị và kinh tế giữa Nga, Belarus, Armenia, Kazakhstan và Kyrgyzstan.[2]
  - Litva chính thức chấp thuận euro là tiền tệ của mình, thay thế đồng litas trước đó, và trở thành quốc gia thứ 19 trong Khu vực đồng euro.[3]
- 3 – 7 tháng 1: Một loạt vụ thảm sát tại Baga, Nigeria và các làng xung quanh của Boko Haram.[4][5][6][7]
- 7 tháng 1: 2 tay súng thuộc chi nhánh Yemen của Al-Qaeda giết 12 người và làm bị thương 11 người khác trong trụ sở tờ báo trào phúng Charlie Hebdo tại Paris.[8][9]
- 9 – 31 tháng 1: Cúp bóng đá châu Á 2015 tổ chức tại Úc, đội tuyển bóng đá quốc gia Úc giành chức vô địch trong giải đấu này.
- 15 tháng 1: Ngân hàng Quốc gia Thụy Sĩ từ bỏ việc neo giá trị franc Thụy Sĩ so với euro, gây rối loạn trên thị trường tài chính quốc tế.[10][11]
- 22 tháng 1: Sau khi Quân Houthi chiếm được phủ tổng thống, Tổng thống Yemen, Abdrabbuh Mansur Hadi từ chức sau nhiều tháng bất ổn.[12]

### Tháng 2
- 12 tháng 2: 
  - Các nhà lãnh đạo Nga, Ukraina, Đức và Pháp đạt được thỏa thuận về xung đột tại miền đông Ukraina, bao gồm một lệnh ngừng bắn và rút các vũ khí hạng nặng. Tuy nhiên, sau đó giao tranh vẫn tiếp diễn.[13][14]
  - Hội đồng Bảo an Liên Hợp Quốc thông qua Nghị quyết 2199 về chiến đấu chống chủ nghĩa khủng bố.[15]
- 16 tháng 2: Quân đội Ai Cập bắt đầu tiến hành không kích chống chi nhánh của Nhà nước Hồi giáo Iraq và Levant tại Libya nhằm trả đũa việc tổ chức này chặt đầu những người Cơ Đốc giáo Ai Cập.[16]

### Tháng 3
- 5 – 8 tháng 3: Các di chỉ thành phố cổ Nimrud, Hatra và Dur-Sharrukin tại Iraq bị Nhà nước Hồi giáo Iraq và Levant phá hủy.[17][18][19]
- 6 tháng 3: Tàu thăm dò Dawn của NASA tiến vào quỹ đạo quanh Ceres, trở thành tàu vũ trụ đầu tiên đến một hành tinh lùn.[20][21]
- 12 tháng 3: Nhà nước Hồi giáo Iraq và Levant trở thành đồng minh với tổ chức thánh chiến Boko Haram, sáp nhập thực tế tổ chức này.[22]
- 24 tháng 3: 
  - Máy bay Airbus A320-211 của hãng hàng không Germanwings bị rơi tại phần Dãy Alps thuộc Pháp, khiến toàn bộ 150 người trên máy bay thiệt mạng, nguyên nhân do cơ phó Andreas Lubitz cố ý, giục cơ trưởng Patrick Sondenheimer ra ngoài đi vệ sinh để thực hiện ý đồ của mình.[23]
  - Vụ tấn công nhà ga Côn Minh 2014: Tòa án Côn Minh đã tuyên án tử hình 3 kẻ cầm đầu trong vụ tấn công nhà ga.[24][25]
- 25 tháng 3: Liên minh các quốc gia Ả Rập do Ả Rập Xê Út lãnh đạo bắt đầu can thiệp quân sự tại Yemen nhằm chống đỡ cho Chính phủ Yemen chống lại các cuộc tấn công của Houthis vào miền nam.[26][27]

### Tháng 4
- 2 tháng 4: 148 người bị giết, đa số là sinh viên, trong vụ xả súng hàng loạt tại Đại học Garissa của Kenya, thủ phạm là những phần tử thuộc tổ chức Al-Shabaab.[28]
- 25 tháng 4: Một trận động đất có cường độ 7,8 Mw tấn công Nepal và khiến 8.857 người thiệt mạng[29][30] tại Nepal, 130 người thiệt mạng tại Ấn Độ,[31] 27 người thiệt mạng tại Trung Quốc[32] và 4 người thiệt mạng tại Bangladesh[33] tổng cộng có 9.018 người thiệt mạng.
- 29 tháng 4: Tổ chức Y tế Thế giới (WHO) tuyên bố rằng Rubella đã bị tiệt trừ khỏi châu Mỹ.[34]

### Tháng 5
- 1 tháng 5 – 31 tháng 10: Triển lãm Thế giới 2015 tổ chức tại Milano, Ý.[35]
- 11 – 12 tháng 5: Phiên bản O bộ tranh Les Femmes d'Alger của Pablo Picasso được bán với giá 179,3 triệu USA tại New York, trong khi tượng điêu khắc L'Homme au doigt của Alberto Giacometti được bán với giá 141,3 triệu USD, lần lượt lập kỷ lục thế giới mới cho một tác phẩm hội họa và điêu khắc.[36][37]
- 12 tháng 5: Trận động đất lớn thứ 2 tại Nepal, với cường độ 7,3 theo thang độ lớn mô men, khiến 153 người thiệt mạng tại Nepal,[38] 62 người tại Ấn Độ,[39] 1 người tại Trung Quốc[40] và 2 người tại Bangladesh[40] tổng cộng có 218 người thiệt mạng.
- 20 tháng 5: 2 nước cộng hòa cấu thành của Novorossiya là Cộng hòa Nhân dân Donetsk và Cộng hòa Nhân dân Luhansk tuyên bố đình chỉ dự án Novorossiya, trở lại tình trạng các nhà nước (không được quốc tế công nhận) riêng biệt.[41]
- 23 tháng 5: Cử tri Ireland bỏ phiếu tán thành hợp pháp hóa hôn nhân đồng giới, trở thành quốc gia đầu tiên hợp pháp hóa điều này thông qua bỏ phiếu phổ thông.[42]
- 30 tháng 5 – 20 tháng 6: Giải vô địch bóng đá U-20 thế giới 2015 tổ chức tại New Zealand, đội tuyển bóng đá U-20 quốc gia Serbia giành chức vô địch trong giải đấu này.

### Tháng 6
- 2 tháng 6: Chủ tịch FIFA, Sepp Blatter tuyên bố ông có ý định từ chức trong lúc FBI dẫn đầu cuộc điều tra tham nhũng, ông kêu gọi đại hội bất thường để bầu tân chủ tịch sớm nhất có thể.[43]
- 6 – 16 tháng 6: Đại hội Thể thao Đông Nam Á 2015 tổ chức tại Singapore.
- 6 tháng 6 – 5 tháng 7: Giải vô địch bóng đá nữ thế giới 2015 tổ chức tại Canada, đội tuyển bóng đá quốc gia Hoa Kỳ giành chức vô địch trong giải đấu này.
- 6 tháng 6: Chính phủ Ấn Độ và Bangladesh chính thức phê chuẩn thỏa thuận năm 1974 giữa họ về trao đổi các lãnh thổ tách rời dọc biên giới.[44]
- 25 – 26 tháng 6: Nhà nước Hồi giáo Iraq và Levant tuyên bố nhận trách nhiệm về 3 cuộc tấn công trong dịp lễ Ramadan:
  - Thảm sát Kobanî: Các chiến binh của tổ chức này cho phát nổ ba quả bom xe, tiến vào Kobanî, Syria, và khai hỏa vào thường dân, giết chết hơn 220 người.[45]
  - Tấn công Sousse 2015: Seifeddine Rezgui khai hỏa trong một khu nghỉ dưỡng tại Cảng El Kantaoui, Tunisia, giết chết 38 người.[46]
  - Đánh bom nhà thờ Hồi giáo Kuwait: Một vụ tấn công bom tự sát tại Thánh đường Shia Imam Ja'far as-Sadiq tại Kuwait, giết chết 27 người và làm bị thương 227 người khác.[47]
- 30 tháng 6: Cuba trở thành quốc gia đầu tiên trên thế giới tiệt trừ lây nhiễm HIV và giang mai từ mẹ sang con.[48]

### Tháng 7
- 1 tháng 7: Khủng hoảng nợ công Hy Lạp: Hy Lạp trở thành quốc gia tiến bộ đầu tiên trễ hẹn trả nợ cho Quỹ Tiền tệ Quốc tế trong lịch sử 71 năm của tổ chức này.[49]
- 9 – 19 tháng 7: Giải vô địch bóng đá bãi biển thế giới 2015 tổ chức tại Bồ Đào Nha, đội tuyển bóng đá bãi biển quốc gia Bồ Đào Nha giành chức vô địch trong giải đấu này.
- 12 tháng 7: 15 người chết và hàng chục người khác bị thương trong vụ nổ kho pháo hoa trái phép tại tỉnh Hà Bắc, Trung Quốc.[50]
- 14 tháng 7: 
  - Tàu vũ trụ New Horizons của NASA tiến hành bay ngang sát qua Sao Diêm Vương, trở thành tàu vũ trụ đầu tiên trong lịch sử đến thế giới xa xôi.[51]
  - Iran chấp thuận các hạn chế dài hạn về chương trình hạt nhân của mình để đổi lấy giảm nhẹ trừng phạt.[52]
- 20 tháng 7: Cuba và Hoa Kỳ tái lập quan hệ ngoại giao đầy đủ, kết thúc khoảng thời gian 54 năm thù địch giữa hai bên.[53]
- 24 tháng 7: Thổ Nhĩ Kỳ bắt đầu một loạt cuộc không kích chống các mục tiêu của Đảng Công nhân người Kurd và Nhà nước Hồi giáo Iraq và Levant sau Vụ đánh bom Suruç 2015.
- 29 tháng 7: Microsoft chính thức phát hành Windows 10.

### Tháng 8
- 5 tháng 8: Các mảnh vỡ phát hiện tại Đảo Réunion được xác nhận là thuộc về Chuyến bay 370 của Malaysia Airlines, mất tích từ tháng 3 năm 2014.[54]
- 17 tháng 8: 1 quả bom phát nổ trong Đền Erawan tại Bangkok, Thái Lan, giết chết 20 người và làm bị thương 125 người.[55]

### Tháng 9
- 10 tháng 9: Các nhà khoa học công bố phát hiện Homo naledi, một loài người ban đầu tại Nam Phi chưa được biết đến trước đây.[56]
- 14 tháng 9: Quan sát trực tiếp sóng hấp dẫn lần đầu tiên: Các sóng hấp dẫn được phát hiện lần đầu tiên bởi LIGO. Điều này không được công bố cho đến ngày 11 tháng 2 năm 2016.[57]
- 18 tháng 9: Nhà sản xuất ô tô Volkswagen bị cáo buộc tham gia gian lận kiểm tra khí thải diesel trên toàn cầu, ảnh hưởng đến khoảng 11 triệu phương tiện.[58][59]
- 24 tháng 9: Một vụ giẫm đạp trong lễ hành hương Hajj tại Mecca, Ả Rập Xê Út, khiến cho ít nhất 2.200 người thiệt mạng và làm bị thương hơn 900 người khác, với trên 650 người mất tích.[60]
- 28 tháng 9: NASA tuyên bố rằng phát hiện được nước ở thể lỏng trên Sao Hỏa.[61]
- 30 tháng 9: Nga bắt đầu các cuộc không kích chống lại Nhà nước Hồi giáo Iraq và Levant và các lực lượng chống chính phủ tại Syria.[62]

### Tháng 10
- 3 tháng 10: Một cuộc không kích nhầm lẫn của Hoa Kỳ vào một bệnh viện của Bác sĩ không biên giới tại Afghanistan khiến khoảng 20 người thiệt mạng.[63]
- 10 tháng 10: Một vụ đánh bom tự sát giết chết ít nhất 100 người trong một cuộc tuần hành hòa bình tại Ankara, Thổ Nhĩ Kỳ, và làm bị thương hơn 400 người khác.
- 17 tháng 10 – 8 tháng 11: Giải vô địch bóng đá U-17 thế giới 2015 tổ chức tại Chile, đội tuyển bóng đá U-17 quốc gia Nigeria giành chức vô địch trong giải đấu này.
- 23 tháng 10: Bão Patricia trở thành bão có cường độ mạnh nhất từng ghi nhận được tại Tây bán cầu và mạnh thứ nhì toàn cầu, với sức gió 215 mph và áp suất 872 mbar.[64]
- 26 tháng 10: 1 vụ động đất cường độ 7,5 Mw tấn công khu vực Hindu Kush và khiến 398 người thiệt mạng,[65] tại Pakistan, Afghanistan và Ấn Độ.
- 31 tháng 10: Chuyến bay 9268 của Metrojet khi đang trên hành trình đến Saint Petersburg từ Sharm el-Sheikh thì rơi gần Al-Hasana tại Sinai, làm thiệt mạng toàn bộ 217 hành khách và 7 thành viên phi hành đoàn trên khoang.[66]

### Tháng 11
- 7 tháng 11: Tại Singapore, các nhà lãnh đạo Trung Quốc đại lục và Đài Loan là Tập Cận Bình và Mã Anh Cửu chính thức hội kiến lần đầu tiên.[67]
- 12 tháng 11: Một số cuộc đánh bom tự sát diễn ra tại Beirut, Liban, khiến 43 người thiệt mạng và 239 người bị thương. Nhà nước Hồi giáo Iraq và Levant tuyên bố nhận trách nhiệm.[68]
- 13 tháng 11: Nhiều vụ tấn công khủng bố do Nhà nước Hồi giáo Iraq và Levant nhận trách nhiệm xảy ra tại Paris, Pháp, khiến 130 người thiệt mạng.[69]
- 24 tháng 11: Nội chiến Syria: Thổ Nhĩ Kỳ bắn hạ một chiến đấu cơ của Nga, lần đầu tiên một thành viên NATO tiêu diệt một máy bay Nga kể từ thập niên 1950.[70]
- 26 tháng 11: Tencent Games phát hành trò chơi điện tử MOBA Vương Giả Vinh Diệu
- 30 tháng 11: Hội nghị về Biến đổi khí hậu của Liên Hợp Quốc 2015 (COP 21) được tổ chức tại Paris, có sự tham gia của các nhà lãnh đạo đến từ 147 quốc gia.[71]

### Tháng 12
- 6 tháng 12: Những chú thỏ sặc sỡ chính thức lên sóng.
- 10 – 20 tháng 12: Giải vô địch bóng đá thế giới các câu lạc bộ 2015 tổ chức tại Nhật Bản, câu lạc bộ bóng đá Barcelona giành chức vô địch trong giải đấu này.
- 12 tháng 12: Công ước biến đổi khí hậu toàn cầu được chấp thuận tại hội nghị thượng đỉnh COP 21, lần đầu tiên cam kết tất cả các quốc gia giảm khí phát thải carbon.[72]
- 22 tháng 12: SpaceX cho đổ bộ tên lửa Falcon 9, tên lửa tái sử dụng đầu tiên tiến vào quỹ đạo không gian và trở về.[73]

## Sinh
- 2 tháng 5 – Vương tôn nữ Charlotte xứ Wales, thành viên vương thất Anh
- 15 tháng 6 – Vương tôn Nicolas, thành viên vương thất Thụy Điển

## Mất

### Tháng 1
- 23 tháng 1 – Quốc vương Abdullah của Ả Rập Xê Út (s. 1924)
- 27 tháng 1 – Charles Townes, nhà vật lý học người Mỹ, đoạt giải Nobel (s. 1915)
- 28 tháng 1 – Yves Chauvin, nhà hóa học người Pháp, đoạt giải Nobel (s. 1930)
- 29 tháng 1 – Colleen McCullough, nhà văn người Úc (s. 1937)
- 31 tháng 1 – Richard von Weizsäcker, tống thống của Đức (s. 1920)

### Tháng 2
- 27 tháng 2 – Boris Nemtsov, chính trị gia người Nga (s. 1959)

### Tháng 3
- 9 tháng 3
  - Camille Muffat, vận động viên bơi lội người Pháp (s. 1989)
  - Frei Otto, kiến trúc sư người Đức (s. 1925)
  - Alexis Vastine, vận động viên quyền Anh người Pháp (s. 1986)
- 12 tháng 3
  - Michael Graves, kiến trúc sư người Mỹ (s. 1934)
  - Terry Pratchett, nhà văn người Anh (s. 1948)
- 15 tháng 3 – Từ Tài Hậu, tướng lĩnh quân đội Trung Quốc (s. 1943)
- 20 tháng 3 – Malcolm Fraser, thủ tướng thứ 22 của Úc (s. 1930)
- 23 tháng 3 – Lý Quang Diệu, thủ tướng đầu tiên của Singapore (s. 1923)
- 26 tháng 3 – Tomas Tranströmer, nhà văn và dịch giả người Thụy Điển, đoạt giải Nobel (s. 1931)

### Tháng 4
- 13 tháng 4 – Günter Grass, nhà văn người Đức, đoạt giải Nobel (s. 1927)
- 30 tháng 4
  - Ben E. King, ca sĩ người Mỹ (s. 1938)
  - Nguyễn Anh Dũng, diễn viên Việt Nam (s. 1951)

### Tháng 5
- 2 tháng 5 – Maya Plisetskaya, vũ công, biên đạo múa, diễn viên người Nga (s. 1925)
- 7 tháng 5 - Duy Nhân, người mẫu và diễn viên người Việt Nam (s. 1986)
- 9 tháng 5 – Kenan Evren, sĩ quan quân đội, tổng thống thứ bảy của Thổ Nhĩ Kỳ (s. 1917)
- 14 tháng 5 – B.B. King, ca sĩ và nhạc công người Mỹ (s. 1925)
- 23 tháng 5 – John Forbes Nash Jr., nhà toán học người Mỹ, đoạt giải Nobel (s. 1928)
- 27 tháng 5 – Nils Christie, nhà tội phạm học người Na Uy (s. 1928)

### Tháng 6
- 2 tháng 6 – Irwin Rose, nhà hóa sinh học người Mỹ, đoạt giải Nobel (s. 1926)
- 7 tháng 6 – Christopher Lee, diễn viên người Anh (s. 1922)
- 11 tháng 6 – Ornette Coleman, nhạc công người Mỹ (s. 1930)
- 14 tháng 6 – Kiều Thạch, chính trị gia người Trung Quốc (s. 1924)
- 15 tháng 6 – Zhanna Friske, ca sĩ, diễn viên, người mẫu Nga (s. 1974)
- 22 tháng 6
  - Laura Antonelli, diễn viên người Ý (s. 1941)
  - James Horner, nhà soạn nhạc phim người Mỹ (s. 1953)
- 26 tháng 6 – Yevgeny Primakov, thủ tướng của Nga (s. 1929)
- 29 tháng 6
  - Josef Masopust, cầu thủ và huấn luyện viên bóng đá người Séc (s. 1931)
  - Phan Huỳnh Điểu, nhạc sĩ người Việt Nam (s. 1924)
  - Phan Nhân, nhạc sĩ người Việt Nam (s. 1930)

### Tháng 7
- 1 tháng 7 – Nicholas Winton, nhà nhân đạo người Anh (s. 1909)
- 5 tháng 7 – Nambu Yōichirō, nhà vật lý học người Mỹ gốc Nhật, đoạt giải Nobel (s. 1921)
- 10 tháng 7 – Omar Sharif, diễn viên người Ai Cập (s. 1932)
- 15 tháng 7 – Vạn Lý, chính trị gia người Trung Quốc (s. 1916)
- 17 tháng 7 – Jules Bianchi, tay đua người Pháp (s. 1989)
- 21 tháng 7 – E. L. Doctorow, tác gia người Mỹ (s. 1931)
- 27 tháng 7 – A. P. J. Abdul Kalam, nhà khoa học và chính trị Ấn Độ, tổng thống thứ 11 của Ấn Độ (s. 1931)
- 28 tháng 7 – Edward Natapei, thủ tướng thứ sáu của Vanuatu (s. 1954)

### Tháng 8
- 22 tháng 8 – Ieng Thirith, chính trị gia người Campuchia (s. 1932)
- 30 tháng 8
  - Wes Craven, đạo diễn phim và nhà văn người Mỹ (s. 1939)
  - Oliver Sacks, nhà thần kinh học và nhà văn người Anh (s. 1933)

### Tháng 9
- 5 tháng 9 – Hara Setsuko, diễn viên người Nhật Bản (s. 1920)

### Tháng 10
- 3 tháng 10 – Denis Healey, chính trị gia người Anh (s. 1917)
- 5 tháng 10 – Henning Mankell, tác gia người Thụy Điển (s. 1948)
- 10 tháng 10 – Richard Heck, nhà hóa học người Mỹ (s. 1931)
- 14 tháng 10 – Mathieu Kérékou, tổng thống thứ năm của Benin (s. 1933)

### Tháng 11
- 10 tháng 11
  - Klaus Roth, nhà toán học người Anh (s. 1925)
  - Helmut Schmidt, thủ tướng của Tây Đức (s. 1918)
- 12 tháng 11 – Mohammed Emwazi, thành viên người Kuwait của IS (s. 1988)
- 22 tháng 11 – Kim Young-sam, tổng thống của Hàn Quốc (s. 1927)
- 23 tháng 11 – Douglass North, nhà kinh tế học người Mỹ (s. 1920)

### Tháng 12
- 6 tháng 12 – Franzl Lang, ca sĩ người Đức (s. 1930)
- 13 tháng 12 – Benedict Anderson, viện sĩ hàn lâm người Mỹ (s. 1936)
- 23 tháng 12 – Alfred G. Gilman, nhà dược lý học và hóa sinh học người Mỹ (s. 1941)
- 28 tháng 12 – Lemmy, ca sĩ và nhạc công người Anh (s. 1945)
- 31 tháng 12 – Natalie Cole, ca sĩ người Mỹ (s. 1950)

## Các giải Nobel
- Y học: William C.Campbell, Satoshi Omura (một phần hai giải), Youyou Tu (một phần hai giải).
- Vật lý: Takaaki Kajita, Arthur B. McDonald.
- Hóa học: Tomas Lindahl, Paul L. Modrich.
- Văn học: Savetlana Alexievich.
- Hòa bình: Bộ tứ Đối thoại Quốc gia Tunisia.
- Kinh tế: Angus Deaton.